# Семёнова, Прасковья Семёновна
Прасковья Семёновна Семёнова (20 октября 1913 года, деревня Большая Аря, Нижегородская губерния, Российская империя — 2 сентября 2002 год, деревня Большая Аря, Лукояновский район, Нижегородская область, Россия) — колхозница, Герой Социалистического Труда (1949). Депутат Верховного Совета СССР 4 созыва (1954—1958).

## Биография
Родилась 20 октября 1913 года в крестьянской семье в деревне Большая Аря, Нижегородская губерния (сегодня — Лукояновский район Нижегородская области). После окончания трёхлетней начальной школы вступила в 1928 году в колхоз «Путь к социализму». Первоначально работала рядовой колхозницей, потом была назначена звеньевой полеводческого звена.
В 1948 году полеводческое звено под руководством Прасковьи Семёновой собрало с участка площадью 2,4 гектаров по 18,8 центнера конопли. За этот доблестный труд она была удостоена в 1949 году звания Героя Социалистического Труда.
В 1954 году была избрана депутатом Верховного Совета СССР 4 созыва.
Скончалась 2 сентября 2002 года в деревне Большая Аря и была похоронена на местном сельском кладбище.

## Награды
- Герой Социалистического Труда — указом Президиума Верховного Совета СССР от 9 апреля 1949 года;
- Орден Ленина (1949).